# Imre Páli
Imre Páli (født 6. november 1909, tysk: Imre Pali) var en ungarsk udendørshåndboldspiller som deltog under Sommer-OL 1936.
Han var en del af det ungarske udendørshåndboldhold, som kom på en fjerdeplads i den olympiske turnering. Han spillede to kampe.